# Carlo Cossutta
Carlo Cossutta (Trieste, 8 maggio 1932 – Udine, 22 gennaio 2000) è stato un tenore italiano, che ebbe una lunghissima carriera internazionale durata per oltre un quarantennio, dalla metà degli anni cinquanta alla fine degli anni novanta.
Iniziò e terminò la sua carriera al Teatro Colón di Buenos Aires dove cantò regolarmente dal 1958 al 1998. Si pose per la prima volta all'attenzione del pubblico interpretando il ruolo del protagonista, nella prima mondiale, dell'opera Don Rodrigo di Alberto Ginastera che ricoprì poi diverse volte nel corso degli anni sessanta alla Royal Opera House Covent Garden di Londra.
La sua carriera esplose negli anni settanta che lo videro cantare presso i maggiori teatri d'opera del mondo. Rimase attivo fino al 1998 quando venne colpito da un cancro e fu costretto a ritirarsi dalle scene.
Dotato di una voce potente con un tono stentoreo, franco e tecnica solida che gli diedero molta capacità di resistenza ed un suono levigato. Eccelse nel repertorio drammatico e di tenore spinto, ed ebbe successo nelle opere di Giuseppe Verdi.
Fu rinomato per l'esecuzione dei ruoli verdiani in opere come Otello ma anche nel ruolo di Pollione nella Norma di Bellini. Anche se fu tra i tenori principali della sua generazione, non raggiunse mai la fama di altri tenori suoi contemporanei come Franco Corelli e Mario del Monaco, o più tardi come Plácido Domingo e Luciano Pavarotti.

## Biografia

### Adolescenza e primi anni di carriera
Nato in una famiglia di lingua slovena nel quartiere triestino di Santa Croce, frequentò per due anni il liceo classico in lingua slovena a Trieste, emigrando in Argentina nel 1948, dove inizialmente lavorò nella falegnameria di un suo zio materno. Dopo aver scoperto le sue qualità vocali, studiò canto con Manfredo Miselli, Mario Melani e Arturo Wolken a Buenos Aires. Fece il suo debutto nel 1956 in un piccolo teatro in Argentina nel ruolo di Alfredo ne La traviata di Verdi. Il suo primo successo giunse soltanto due anni dopo quando debuttò al Teatro Colón nel ruolo di Cassio in Otello di Verdi. Egli cantò poi regolarmente nel teatro di Buenos Aires per i successivi quarant'anni, inizialmente in ruoli da non protagonista. Fra le sue prime apparizioni al Colòn si ricordano Edgardo in Lucia di Lammermoor (1959), Mario Cavaradossi in Tosca (1962) e Rodolfo in La bohème (1963).

### Carriera internazionale
Il 1964 si rivelò la pietra miliare nella carriera di Cossutta. Esso fu l'inizio dei suoi anni di regno al Teatro Colón dove interpretò quattro ruoli nel 1964: fra questi quello di protagonista nella prima mondiale dell'opera Don Rodrigo di Alberto Ginastera, Gabriele Adorno in Simon Boccanegra di Verdi, Kalaf in Turandot di Ferruccio Busoni e il protagonista in Edipo re di Ruggero Leoncavallo. Lo stesso anno ebbe inizio la sua carriera internazionale, debuttando in Europa a Londra alla Royal Opera House, Covent Garden nel ruolo del duca di Mantova in una memorabile produzione di Rigoletto di Verdi.
Dal 1965 al 1970 Cossutta fu il principale tenore drammatico al Teatro Colón, dove cantò nei ruoli di Alfredo, Enzo Grimaldo in La Gioconda di Amilcare Ponchielli, Giasone in Medea di Luigi Cherubini, Ottone in L'incoronazione di Poppea di Claudio Monteverdi, Pinkerton in Madama Butterfly di Giacomo Puccini, Riccardo in Un ballo in maschera di Verdi e Uldino in Attila di Verdi per citarne alcuni. Fece il suo debutto negli Stati Uniti il 5 novembre del 1965 con la Philadelphia Lyric Opera Company interpretando Alfredo assieme a Dorothy Kirsten nel ruolo di Violetta e Manuel Ausensi in quello di Germont. Fece ritorno al Covent Garden nel 1965 per cantare Turridu in Cavalleria rusticana di Pietro Mascagni e poi di nuovo nel 1968 ricoprendo il ruolo del protagonista in Don Carlo Verdi. Nel 1970 recitò da tenore solista in Requiem di Verdi con la Chicago Symphony Orchestra.
Dopo il 1970 la carriera di Cossutta si andò rarefacendo. Continuò ad apparire regolarmente al Teatro Colón fino al 1998, anche se con minor frequenza rispetto agli anni '60, mentre la sua carriera internazionale divenne più importante anche se con pochi ma scelti spettacoli. Il 6 gennaio 1971 fece il suo debutto alla Deutsche Oper Berlin cantando nel ruolo di Alfredo con Beverly Sills in quello di Violetta. Nella stagione 1971-1972, Cossutta fece il suo debutto al Teatro alla Scala, Teatro Lirico Giuseppe Verdi di Trieste, al Festival dei Due Mondi di Spoleto ed all'Opéra national de Paris. Il 23 settembre 1972 debuttò alla San Francisco Opera nel ruolo di Radames in Aida di Verdi. Il 17 febbraio 1973 debuttò alla Metropolitan Opera di New York nel ruolo di Pollione in Norma con Montserrat Caballé nel ruolo della protagonista, Fiorenza Cossotto in quello di Adalgisa, Giorgio Tozzi in Oroveso, Charles Anthony in Flavio, diretti da Carlo Felice Cillario. Nell'agosto del 1973 debuttò all'Arena di Verona, ritornandovi nuovamente nel 1974. Il 3 novembre 1973 fece il suo debutto alla Lyric Opera of Chicago, nel ruolo di Don Carlos con Sherrill Milnes in quello di Rodrigo e Pilar Lorengar in quello di Elisabeth. Tornò a Chicago nei panni di Gabriele Adorno (1974), Fernando in La favorita (1975) e Otello (1975). Aveva ricoperto per la prima volta il ruolo da protagonista in Otello al Covent Garden nel 1974, un ruolo che divenne il suo cavallo di battaglia nel corso del decennio seguente. Cantò anche a Mosca lo stesso anno, interpretando Radames, durante una tournée europea con il complesso del Teatro alla Scala.
Nel 1975 Cossutta fu Manrico ne Il trovatore di Verdi all'Opéra Garnier di Parigi, dove tornò nel 1979 nel ruolo di Ismaele nel Nabucco di Verdi. Nel 1977, Cossutta prese parte all'incisione di una memorabile registrazione di Otello con Margaret Price nel ruolo di Desdemona, Gabriel Bacquier in Iago e sir Georg Solti alla guida della Wiener Philharmoniker. Lo stesso anno apparve per la prima volta alla Wiener Staatsoper nel ruolo di Pollione, ancora una volta con la Caballé, cantando per la prima volta all'Opera di Amburgo dove fu poi regolarmente ospite fino al termine della sua carriera. Nel 1978 Cossutta sostituì il giovane tenore Plácido Domingo alla San Francisco Opera in una recita di Otello e Domingo gli restituì il favore, alcuni anni dopo, nel 1983. Nel 1979 Cossutta ritornò al Met per interpretare Pollione nuovamente, questa volta con Shirley Verrett nel ruolo della protagonista. Nel 1980 è ancora Otello a Firenze, sotto la direzione di Riccardo Muti, in una formidabile esecuzione dell'opera con Renata Scotto e Renato Bruson, recita di cui ci resta una registrazione live.

### Fine della carriera e ultimi anni
Nel corso degli anni ottanta e degli anni novanta Cossutta continuò a cantare in tutto il mondo, anche se la sua carriera andò scemando a seguito della battaglia da lui intrapresa contro il cancro al fegato che lo aveva colpito. Ebbe numerosi successi nel ruolo di Sansone in Samson et Dalila di Camille Saint-Saëns che cantò per la prima volta al Teatro Lirico Giuseppe Verdi di Trieste nel 1982. Registrò l'opera dal vivo al Festival di Bregenz nel 1988. L'ultima sua apparizione in un'opera completa avvenne ad Amburgo nel 1996. Fra le sue apparizioni in quegli anni si ricorda nel 1986 l'interpretazione di Don Alvaro in La Forza del Destino alla San Francisco Opera e nel 1991 il Manrico all'Opéra Bastille ed all'Opera di Amburgo. Cantò anche nei ruoli di Sansone e Canio alla Wiener Staatsoper nel 1991.
Cossutta si ritirò dalle scene nel 1998 dopo la sua ultima apparizione al Teatro Colón nel ruolo di Macduff in Macbeth di Verdi. Morì ad Udine dopo una lunga lotta contro il cancro al fegato.

## Repertorio
| Ruolo                      | Titolo                    | Autore      |
| -------------------------- | ------------------------- | ----------- |
| Pollione                   | Norma                     | Bellini     |
| Kalaf                      | Turandot                  | Busoni      |
| Giasone                    | Medea                     | Cherubini   |
| Lindoro                    | Il fanatico burlato       | Cimarosa    |
| Paco                       | La vida breve             | De Falla    |
| Edgardo di Ravenswood      | Lucia di Lammermoor       | Donizetti   |
| Fernando                   | La favorita               | Donizetti   |
| Canio                      | Pagliacci                 | Leoncavallo |
| Creonte                    | Edipo re                  | Leoncavallo |
| Turiddu                    | Cavalleria rusticana      | Mascagni    |
| Ottone                     | L'incoronazione di Poppea | Monteverdi  |
| Dmitrij                    | Boris Godunov             | Musorgskij  |
| Enzo Grimaldo              | La Gioconda               | Ponchielli  |
| Rodolfo                    | La bohème                 | Puccini     |
| Mario Cavaradossi          | Tosca                     | Puccini     |
| B.F. Pinkerton             | Madama Butterfly          | Puccini     |
| Dick Johnson               | La fanciulla del West     | Puccini     |
| Luigi                      | Il tabarro                | Puccini     |
| Sansone                    | Sansone e Dalila          | Saint-Saëns |
| Edipo                      | Oedipus Rex               | Stravinskij |
| Ismaele                    | Nabucco                   | Verdi       |
| Uldino                     | Attila                    | Verdi       |
| Macduff                    | Macbeth                   | Verdi       |
| Duca di Mantova            | Rigoletto                 | Verdi       |
| Manrico                    | Il trovatore              | Verdi       |
| Alfredo Germont            | La traviata               | Verdi       |
| Gabriele Adorno            | Simon Boccanegra          | Verdi       |
| Riccardo                   | Un ballo in maschera      | Verdi       |
| Don Alvaro                 | La forza del destino      | Verdi       |
| Don Carlo                  | Don Carlo                 | Verdi       |
| Radamès                    | Aida                      | Verdi       |
| Otello Cassio              | Otello                    | Verdi       |
| Walther von der Vogelweide | Tannhäuser                | Wagner      |
| Froh Loge                  | L'oro del Reno            | Wagner      |

## Discografia parziale
- De Falla - La vida breve - Victoria de los Ángeles, Carlo Cossutta, Juan de Andia, Ana Maria Higueras, Jose Maria Higuero, Gabriel Moreno, Victor de Narké, Ines Rivadeneyra, Luis Villarejo - Spanish National Orchestra, Rafael Frühbeck de Burgos
- Puccini - Tosca - Sena Jurinac, Carlo Cossutta, Franz Kunz, Hans Hotter - Vienna State Opera Orchestra and Chorus, André Cluytens.
- Verdi - Otello - Carlo Cossutta, Margaret Price, Gabriel Bacquier, Kurt Equiluz, Peter Dvorsky, Stafford Dean, Hans Helm, Jane Berbié, Kurt Moll - Vienna State Opera Orchestra and Chorus, Sir Georg Solti.
- Verdi - Il trovatore - Carlo Cossutta, Gilda Cruz-Romo, Fiorenza Cossotto, Matteo Manuguerra, Agostino Ferrin - Coro e Orchestra del Maggio Musicale Fiorentino, Riccardo Muti.
- Verdi - "Messa da Requiem" - Carlo Cossutta, Nicolai Ghiaurov, Mirella Freni, Christa Ludwig (Deutsche Grammophon | Berliner Philharmoniker | Herbert Von Karajan).